# Kultstätte

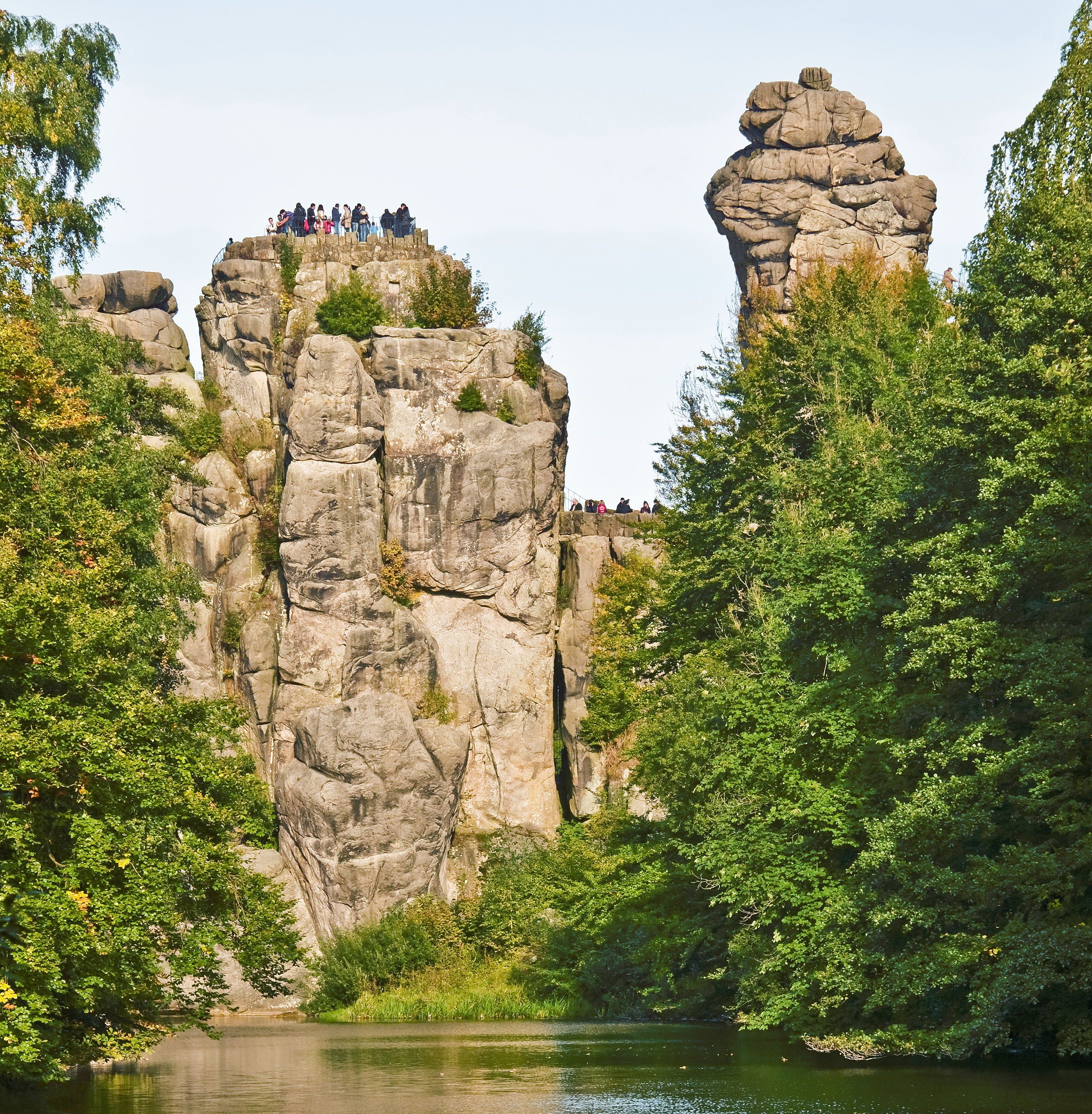
Externsteine

Als Kultstätte oder Kultplatz wird ein geheiligter, oft geographisch markanter Ort bezeichnet (große Felsen, Steine, Quellen, Grabhügel), an dem ein Kult ausgeübt wurde oder wird.

## Allgemeines
Der Begriff „Kultstätte“ wird auch für Orte und bauliche Anlagen der Vor- und Frühgeschichte sowie kultisch bedeutsame Plätze von Anhängern ethnischer Religionen verwendet. Religiöse Bauwerke von Buchreligionen, insbesondere christliche, nennt man (hyponymisch)  Sakralbauten. An einigen alten Kultstätten errichtete man in späterer Zeit religiöse Bauwerke wie Kapellen und Kirchen. Kultstätten stehen häufig in Verbindung mit Bestattungsplätzen oder dienten als Grabmal einer politisch-religiös bedeutsamen Person.
Kultstätten werden geprägt durch die entsprechende Kultur und deren Zeithorizonte, auch sind die Kultbezirke durch ihre topographische Lage als räumliche und funktionelle Einheiten klar bestimmt.
An manchen dieser ehemals geheiligten Kultplätze werden noch in der Gegenwart kultische Handlungen vorgenommen (z. B. Gottesdienste an christlichen Feiertagen, wie die Waldgottesdienste an Christi Himmelfahrt bei den Wilhelmsteinen).

## Natürliche Gegebenheiten und Gestaltung von Menschenhand

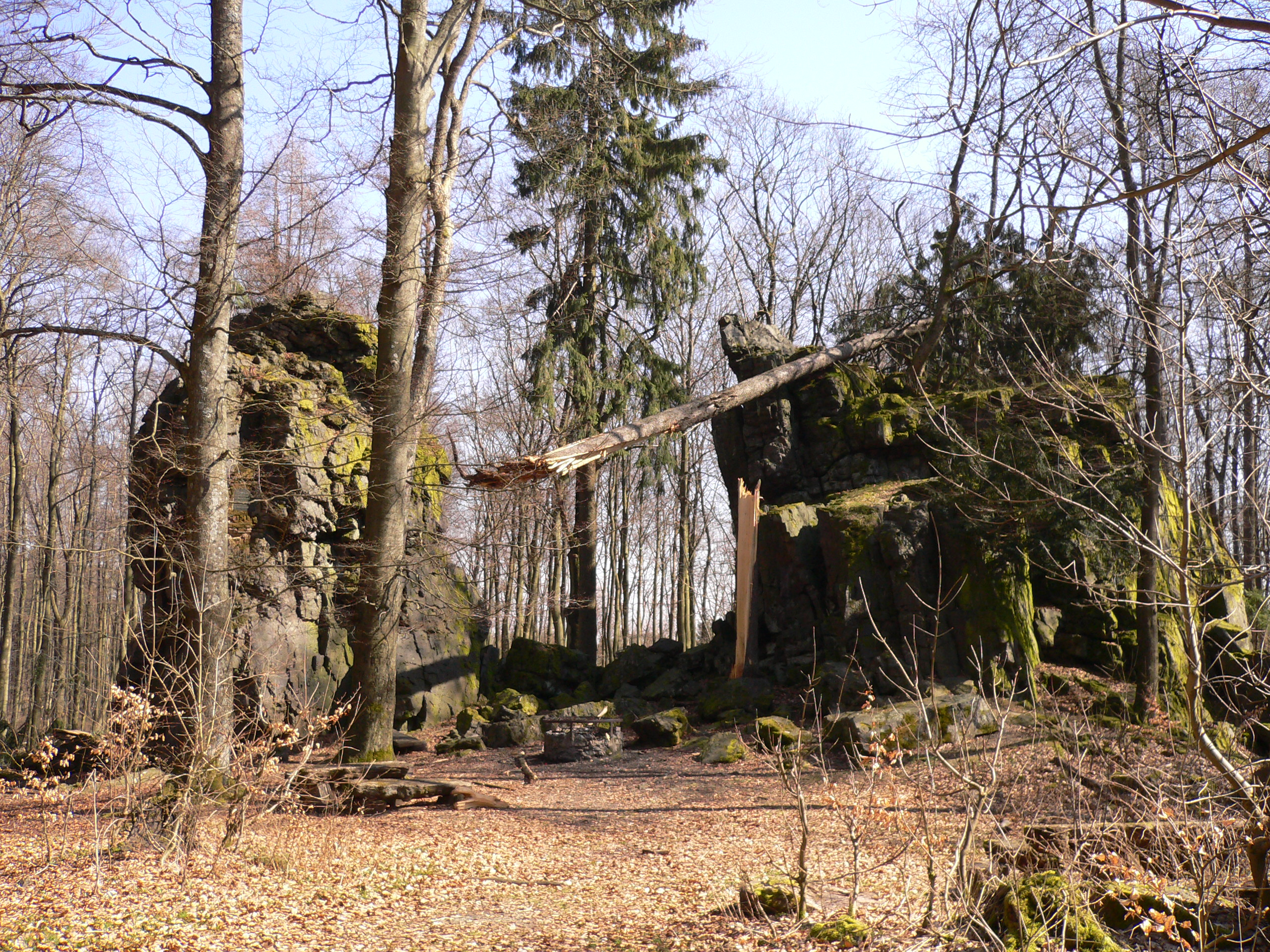
Naturkultplatz (Felsheiligtum) Wilhelmsteine im Schelderwald

In der Regel sind Kultstätten herausragende Orte der Natur, die oft einer zugehörigen Legende zufolge auf magische Weise „gefunden“ wurden. Häufig handelt es sich um Orte, an denen nach der mythischen Überlieferung Erdgottheiten an die Oberfläche getreten sind und sich in Höhlen oder Wasserfällen, auf Berggipfeln oder Bäumen kundgetan haben. Manche von ihnen wurden später von einer neu eingeführten monotheistischen Religion vereinnahmt, mit neuen Namen belegt und mit anderen ikonographischen Zügen ausgestattet.
Im Zuge der Ausgestaltung einer Kultstätte pflegte man bauliche Maßnahmen durchzuführen, die dem als sakral bedeutsam geltenden Naturort zunehmend ein von Menschenhand gestaltetes Gepräge verliehen. Oft wurde ein dunkler Innenraum gegenüber einem offenen Kontinuum abgegrenzt. Je nach dem Ausmaß der Überbauung sind Kultstätten mehr von den Naturgegebenheiten oder überwiegend durch eine Formung von Menschenhand geprägt. In manchen Fällen sind es allein vom Menschen gestaltete abgegrenzte Bezirke wie Gehege, Gräben, Mauern, Steinkreise oder Wälle.
Von den Naturgegebenheiten geprägte Kultplätze sind heilige Berge, Felsheiligtümer, heilige Steine, Höhenheiligtümer, Gipfelheiligtümer oder Grottenheiligtümer sowie heilige Inseln (heligo Land = Helgoland, Holy Island bei Anglesey, Holy Isle vor der Isle of Arran, Inish Cealtra im Lough Derg in Irland), heilige Quellen mit zugehörigen Kultstätten (Roseninsel, Sylt) oder Höhlen, Seen, Wälder und Moore. Auch markante Bäume oder durch sie markierte Orte wie etwa heilige Haine konnten eine Kultstätte charakterisieren. Häufig ist an der Namensgebung der ehemalige Charakter als Kultstätte erkennbar (beispielsweise Odense = ‚Odins See‘; Thorslund = ‚Thors Wald‘). Zu den natürlichen Kultplätzen, die durch Menschenhand verändert oder erweitert wurden, zählen die Externsteine, zahlreiche Nymphäen oder der Gipfel des Puy de Dôme, auf dem in antiker Zeit ein Merkurtempel errichtet wurde.
Im Einzelfall kann ein Kultplatz durch Schranken, die im Wissen der Nutzer verankert sind, von der Umgebung separiert sein. Den Steinen der Megalithanlagen, Platten, Säulen oder Stelen kamen unterschiedliche kultische Funktionen zu. So dienten sie etwa als Altar, zur Vergegenwärtigung Verstorbener oder der Repräsentanz verschiedener Gottheiten. Bekanntheit erlangten Megalithanlagen wie Stonehenge in England, maltesische Tempel oder Tempel wie Karnak in Ägypten.